# Faramans, Ain

Faramans este o comună în departamentul Ain din estul Franței.